# Jorge Cordero
Jorge Cordero (6 gennaio 1962) è un ex calciatore peruviano, di ruolo centrocampista.